# Canthidermis sufflamen
Canthidermis sufflamen là một loài cá biển thuộc chi Canthidermis trong họ Cá bò da. Loài này được mô tả lần đầu tiên vào năm 1815.

## Từ nguyên
Danh từ định danh sufflamen trong tiếng Latinh có nghĩa là "vật cản trở, chướng ngại vật", hàm ý đề cập đến gai vây lưng thứ hai nâng phần lõm của vây lưng trước ở loài cá này.

## Phạm vi phân bố và môi trường sống
Từ bang Massachusetts cũng như Bermuda ngoài khơi xa, C. sufflamen được phân bố dọc theo bờ đông Hoa Kỳ trải dài trên khắp vịnh México và vùng biển Caribe; ngoài ra, C. sufflamen cũng được ghi nhận tại các đảo quốc trên Đại Tây Dương, bao gồm Açores và Madeira (vùng tự trị của Bồ Đào Nha), quần đảo Canaria (cộng đồng tự trị của Tây Ban Nha), Cabo Verde, São Tomé và Príncipe, cụm đảo Ascension và Saint Helena (lãnh thổ hải ngoại thuộc Anh), quần đảo São Pedro và São Paulo (Brasil); một số cá thể lang thang đã được nhìn thấy tại bờ biển Canada.
C. sufflamen sống trên các rạn san hô ở độ sâu khoảng 5–70 m; cá trưởng thành và cá con thường lẫn trong đám tảo mơ Sargassum. Tuy là loài cá biển khơi nhưng C. sufflamen đôi khi cũng được bắt gặp ở vùng nước khá nông sát bờ (khoảng 1–2 m) như đã nhìn thấy ở đảo San Salvador (Bahamas).

## Mô tả
Chiều dài cơ thể lớn nhất được ghi nhận ở C. sufflamen là 65 cm. Loài này có màu xám nâu với một đốm lớn màu nâu sẫm ở gốc vây ngực. Vây lưng sau và vây hậu môn vươn khá cao. Vây đuôi lõm với hai thùy nhọn nhô ra.
Số gai ở vây lưng: 3; Số tia vây ở vây lưng: 25–28; Số gai ở vây hậu môn: 0; Số tia vây ở vây hậu môn: 23–25; Số tia vây ở vây ngực: 15–16.

## Sinh thái học
Thức ăn của C. sufflamen là động vật phù du và cầu gai. Hai loài cá bò C. sufflamen và Balistes capriscus cùng cá bàng chài Bodianus scrofa được xem là những loài cực kỳ hữu ích trong việc kìm hãm quần thể cầu gai, đặc biệt là loài Diadema africanum tăng nhanh làm phá hủy hệ thống rạn san hô ở quần đảo Canaria.
C. sufflamen có thể sống đơn độc hoặc hợp thành đàn (khoảng 6–50 cá thể).

## Thương mại
C. sufflamen không phải là loài được nhắm mục tiêu trong ngư nghiệp ở Tây Đại Tây Dương, nhưng lại được đánh bắt và bày bán phổ biến trong chợ cá Funchal ở Madeira.